# Lamprosema fumidalis
Lamprosema fumidalis là một loài bướm đêm trong họ Crambidae.